# Панас Петро Степанович
Петро́ Степа́нович Панас (19 лютого 1974 — 29 червня 2022, біля м. Сіверськ) — старший солдат Збройних Сил України, учасник російсько-української війни, який загинув під час російського вторгнення в Україну.

## Життєпис
Народився 19 лютого 1974 року в селі Андріївка Львівської області. Мешкав в с. Братковичі Львівської області. Навчався у школі в селі Розжалів. У 1993 році здобув фах слюсаря-сантехніка у Белзькому СПТУ № 13 (зараз — Белзька філія Угнівського аграрно-будівельного ліцею).
У 1998 році пішов у монастир, бо шукав покликання в чернечому житті, але через хворобу батька повернувся додому. Працював зварювальником. У 2000-му одружився, у шлюбі пара пробула 15 років, за цей час у них народилося 8 дітей. Після розлучення у 2015 році пішов до лав ЗСУ. Через рік підписав контракт із 80-ю окремою десантно-штурмовою бригадою. Пройшов навчання та обійняв посаду механіка-водія зенітної ракетної батареї. Брав участь в АТО/ООС на Донбасі.
Під час російського вторгнення в Україну проходив військову службу у складі 80-ї окремої десантно-штурмової бригади. Нагороджений орденом «За мужність» III ступеня.
Загинув 29 червня 2022 року поблизу м. Сіверська Донецької області.
Залишилися восьмеро дітей та онука.
Похований на кладовищі в Городоцькій громаді на Львівщині.

## Нагороди
- орден «За мужність» II ступеня (4 серпня 2022, посмертно) — за особисту мужність і самовіддані дії, виявлені у захисті державного суверенітету та територіальної цілісності України, вірність військовій присязі[4].
- орден «За мужність» III ступеня (4 квітня 2022) — за особисту мужність і самовіддані дії, виявлені у захисті державного суверенітету та територіальної цілісності України, вірність військовій присязі[5].